# 爆笑問題の大変よくできました!
『爆笑問題の大変よくできました!』（ばくしょうもんだいのたいへんよくできました）は、テレビ東京系列で、2011年4月22日から同年9月9日まで、毎週金曜19:00 - 19:54（JST）で放送されていたバラエティ番組である。

## 内容
- 番組公式サイトによれば「未来を担うイマドキの子ども達は何を感じ、どんなことを考えているのか? 現代の論客・爆笑問題と現役小中学生が、楽しく話し合う世代間トークバラエティ」[1]であるとしている。
- 2011年1月1日の16:30 - 18:00に『爆笑問題の未来授業!』というタイトルで特番が放送され、それをレギュラー化したものである。

## 出演

### 司会
- 爆笑問題
  - 田中裕二・太田光
- 相内優香（テレビ東京アナウンサー）

### パネリスト
- 加藤成亮（NEWS）
- 辛酸なめ子（コラムニスト）

### よくでき学園生徒
- ゆーぞー（中3）：谷口涼[2]
- サヤ（中3）
- みーちゃん（中2）
- ミナミ（中2）
- りな（中2）
- るな（中2）：奥田月[3]
- せいご（中1）：上妻成吾[4]
- しばちゃん（中1）
- かなこ（中1）：吉川可那子[5]
- ノア（小6）：高橋宜亜[6]
- ありんこ（小6）：吉田愛里[7]
- けんた（小5）
- しょうた（小5）
- わっちょ（小5）：村岡音和[8]
- あゆ（小4）：佐野歩美[9]
- あんちゃん（小4）：全あん詩[10]

## スタッフ
- ナレーター：百瀬圭
- 構成：とちぼり元、秋葉高彰、大井達朗、安達××、猿橋英之
- リサーチ：ブルーマウンテン、ショウタイム、STEELO
- TD/CAM：植松賢一
- SW：和田篤
- VE：大塚髙矢
- AUD：佐藤浩一
- LD：安藤雅夫（FLT）
- 音響効果：幾代学、杉本栄輔
- オープニングタイトル：奥田真也
- EED：澤田直樹、遠田直人
- MA：奥田幸裕
- TK：塚越倫子
- 美術プロデューサー：小美野淳一
- 美術デザイナー：岡嶋正浩
- 美術制作：宇賀田暁彦
- 装置：岡野浩典
- 操作：田中勝行
- 装飾：深山健太郎
- 植木装飾：石井信彦
- 電飾：阿部達矢
- メイク：マービィ
- 技術協力：八峯テレビ、スタジオヴェルト
- 美術協力：アックス、テレビ東京アート
- 撮影協力：東京タワースタジオ
- AP：近藤照代（IVSテレビ制作）
- 宣伝：荒井正和（テレビ東京）
- デスク：金多賀歩美
- AD：藤田由美、渡部一貴
- ディレクター：萩原博喜、武石政人、市川貴弘、小林啓之、新井勝也、三好剛、渡邊正人、陣崎行夫
- 演出：野澤尚弘（IVSテレビ制作）
- プロデューサー：小高亮（テレビ東京）、錦信次（IVSテレビ制作）
- 製作：テレビ東京、IVSテレビ制作

## 放送局

### レギュラー版
| 放送対象地域   | 放送局           | 系列           | 放送日時           | 備考       |
| -------------- | ---------------- | -------------- | ------------------ | ---------- |
| 関東広域圏     | テレビ東京       | テレビ東京系列 | 金曜 19:00 - 19:54 | 制作局     |
| 北海道         | テレビ北海道     | テレビ東京系列 | 金曜 19:00 - 19:54 | 同時ネット |
| 愛知県         | テレビ愛知       | テレビ東京系列 | 金曜 19:00 - 19:54 | 同時ネット |
| 大阪府         | テレビ大阪       | テレビ東京系列 | 金曜 19:00 - 19:54 | 同時ネット |
| 岡山県・香川県 | テレビせとうち   | テレビ東京系列 | 金曜 19:00 - 19:54 | 同時ネット |
| 福岡県         | TVQ九州放送      | テレビ東京系列 | 金曜 19:00 - 19:54 | 同時ネット |
| 岐阜県         | 岐阜放送         | 独立UHF局      | 金曜 19:00 - 19:54 | 同時ネット |
| 滋賀県         | びわ湖放送       | 独立UHF局      | 金曜 19:00 - 19:54 | 同時ネット |
| 奈良県         | 奈良テレビ       | 独立UHF局      | 金曜 19:00 - 19:54 | 同時ネット |
| 和歌山県       | テレビ和歌山     | 独立UHF局      | 月曜 20:00 - 20:55 | 17日遅れ   |
| 新潟県         | 新潟テレビ21     | テレビ朝日系列 | 日曜 16:27 - 17:25 | 72日遅れ   |
| 福島県         | テレビユー福島   | TBS系列        | 日曜 14:00 - 14:54 | 16日遅れ   |
| 石川県         | 北陸放送         | TBS系列        | 火曜 14:57 - 15:55 | 4日遅れ    |
| 熊本県         | 熊本放送         | TBS系列        | 土曜 12:00 - 12:56 | 43日遅れ   |
| 広島県         | 広島テレビ       | 日本テレビ系列 | 土曜 14:00 - 14:55 | 64日遅れ   |
| 鹿児島県       | 鹿児島読売テレビ | 日本テレビ系列 | 水曜 15:53 - 16:48 | 19日遅れ   |

### 過去にネットしていた局
- 東北放送（宮城県、土曜 16:00 - 17:00）

2011年7月9日以降放送されていない。7月16日から単発番組などの放送で休止になる事が多く、10月から後番組にあたる『日経スペシャル ガイアの夜明け』が放送されることから事実上打ち切りとなる。
- テレビ長崎（長崎県）

昼や深夜に不定期に放送されていた。